# Excellente School
Excellente School is een predicaat dat aan zeer goed presterende Nederlandse scholen wordt toegekend.
Het predicaat werd door staatssecretaris Sander Dekker op 4 februari 2013 voor het eerst toegekend aan 52 basis- en middelbare scholen. De bedoeling is dat deze scholen een voorbeeldfunctie krijgen.
Scholen die hiervoor in aanmerking willen komen, moeten zichzelf opgeven. Voor de verkiezing van Excellente School 2012 hadden 90 basisscholen en 42 middelbare scholen zich opgegeven.